# Leucoloma sieberi
Leucoloma sieberi är en bladmossart som beskrevs av Mitten 1856. Leucoloma sieberi ingår i släktet Leucoloma och familjen Dicranaceae. Inga underarter finns listade i Catalogue of Life.